# وسائط لامي
في المرونة الخطية، وسائط لامي هن الوسيطان التاليان:
- λ : والمسمى وسيط لامي الأولي
- μ : والمسمى وسيط لامي الثاني.[1]

{\displaystyle \sigma =2\mu \varepsilon +\lambda \;\mathrm {tr} (\varepsilon )I}